# Женикур
Женикур (фр. Génicourt) је насељено место у Француској у региону Париски регион, у департману Долина Оазе.
По подацима из 2011. године у општини је живело 490 становника, а густина насељености је износила 76,09 становника/km².

## Демографија
| 1962. | 1968. | 1975. | 1982. | 1990. | 2011. |
| ----- | ----- | ----- | ----- | ----- | ----- |
| 331   | 345   | 335   | 373   | 520   | 490   |